# 蒲郡市農業協同組合
蒲郡市農業協同組合（がまごおりしのうぎょうきょうどうくみあい）は、愛知県蒲郡市宮成町に本店を置く農業協同組合。略称はJA蒲郡市。

## 特色
蒲郡市農業協同組合が出荷するウンシュウミカンは蒲郡みかんと呼ばれ、2008年（平成20年）には蒲郡みかんが地域団体商標（地域ブランド）に認定された。2010年（平成22年）3月にはJA蒲郡市の組織内にある蒲郡柑橘組合が第39回日本農業賞大賞を受賞した。
蒲郡みかんの一部に蒲郡温室みかん（ハウスミカン）がある。かつては単一農協のハウスミカンとして全国一の生産額を誇っていたが、2006年（平成18年）4月に唐津市・松浦東部・佐賀松浦・上場の4つの農協が合併してJAからつが誕生したため、JAからつに次いで全国2位となった。

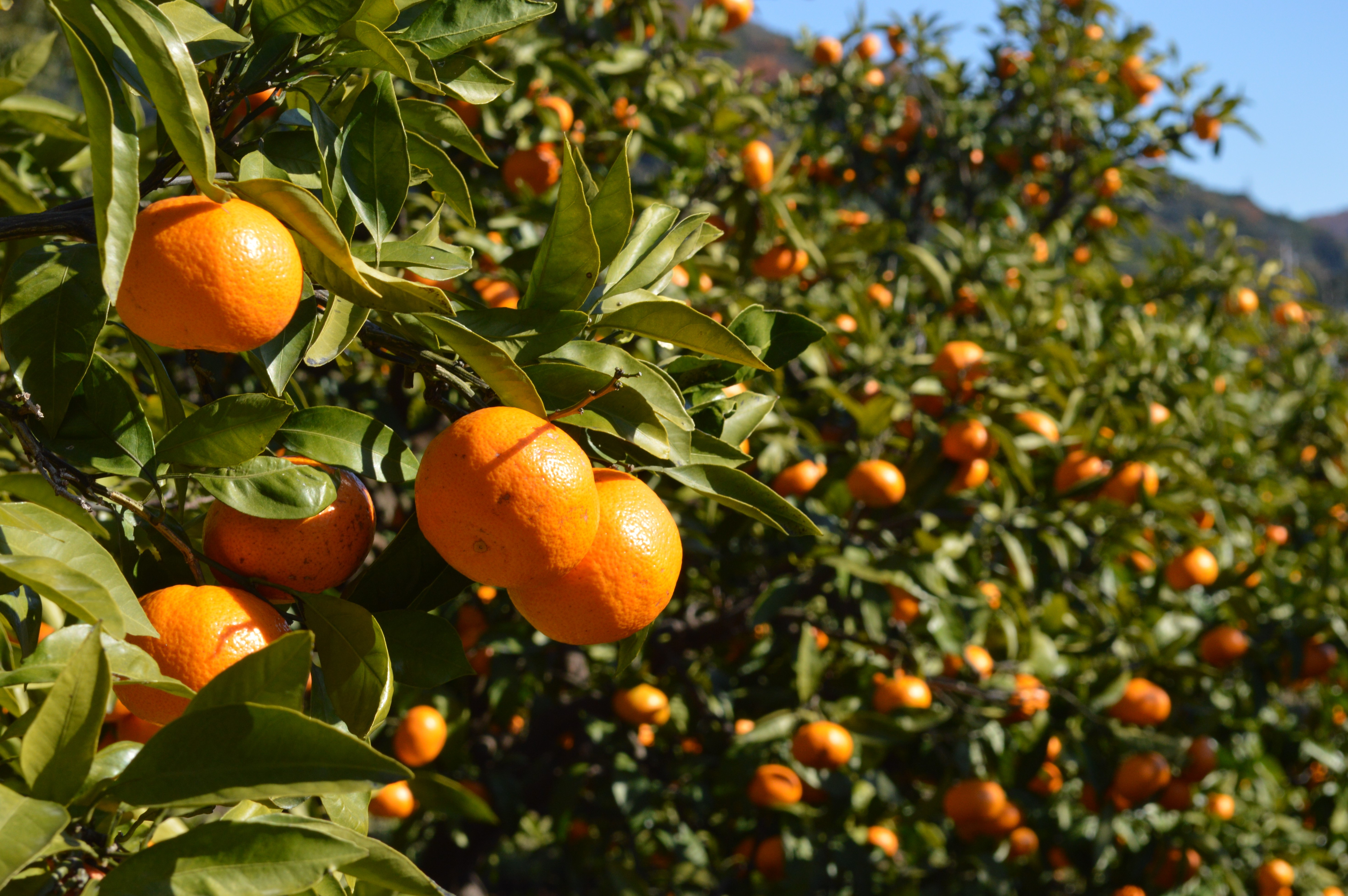
露地みかん
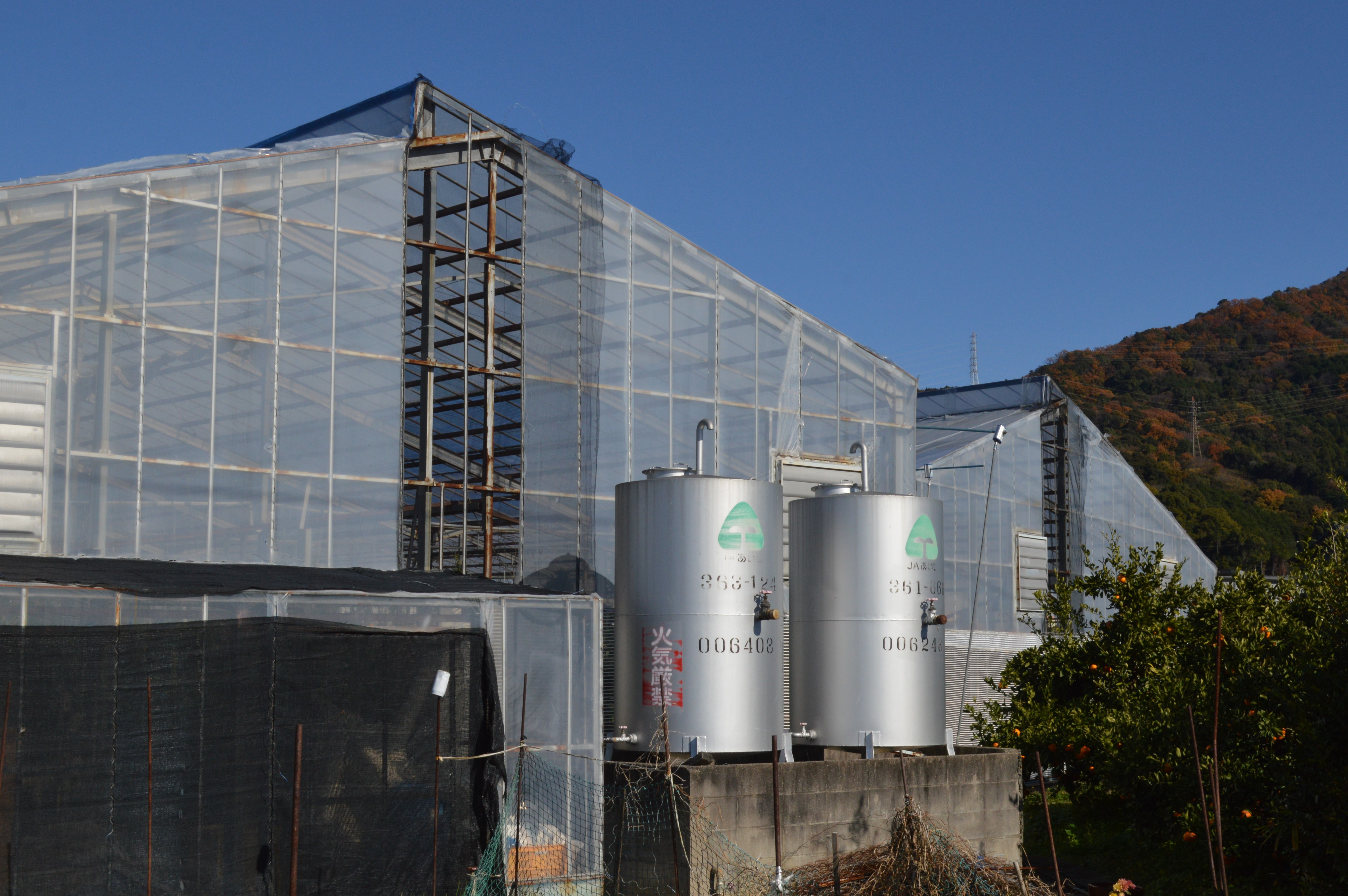
温室みかん

## 沿革

### 前史

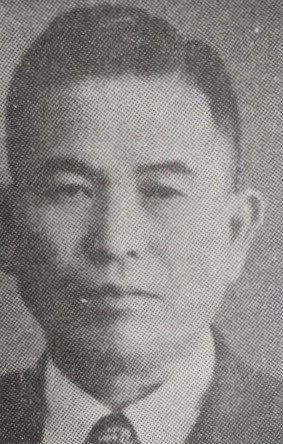
蒲郡柑橘農業協同組合長を務めた神田健治

- 1948年（昭和23年） - 6つの総合農協（西浦町、形原町、塩津村、蒲郡町、三谷町、大塚村の各農協）と1つの専門農協（宝飯豊川果樹組合、後の蒲郡柑橘農協）が蒲郡市において誕生。宝飯豊川果樹組合の初代組合長は神田健治。
- 1962年（昭和37年）11月22日 - 蒲郡柑橘会館が竣工。
- 1969年（昭和44年）10月13日 - 蒲郡市柑橘農協の柑橘選果場が竣工。

### 発足後
- 1972年（昭和47年）4月1日 - 蒲郡市内5農協（西浦、形原、塩津、蒲郡、大塚の各農協）が合併し、蒲郡市農業協同組合として発足。
- 1972年（昭和47年）5月15日 - 蒲郡農業協同組合のシンボルマークが決まる。
- 1973年（昭和48年）7月5日 - 形原支店に「くみあいマーケット」がオープン。
- 1974年（昭和49年）4月 - 内国為替業務を開始。
- 1974年（昭和49年）7月4日 - 西浦支店事務所が営業開始。
- 1975年（昭和50年）10月3日 - 塩津支店事務所が営業開始。
- 1976年（昭和51年）10月 - 信用事業オンラインが開通。
- 1978年（昭和53年）4月 - 大塚給油所の新設。
- 1978年（昭和53年）5月 - 形原給油所の新設。
- 1978年（昭和53年）7月24日 - 東部支店の新設。
- 1978年（昭和53年）8月3日 - 大塚支店に「くみあいマーケット」がオープン。
- 1979年（昭和54年）6月15日 - 大塚支店の金融店舗が営業開始。
- 1980年（昭和55年）11月 - 現金自動支払機によるキャッシュサービスを開始。
- 1980年（昭和55年）12月10日 - 西浦支店に「くみあいマーケット」がオープン。
- 1981年（昭和56年）10月 - 東部給油所の新設。
- 1982年（昭和57年）4月5日 - 金平支店の新設。
- 1982年（昭和57年）11月 - 塩津給油所の新設。
- 1982年（昭和57年）12月 - 貯金残高500億円突破。
- 1983年（昭和58年）2月15日 - 「のうきょうだより」が全国農協広報紙コンクールで優秀賞を受賞。
- 1983年（昭和58年）6月29日 - 蒲郡支店に「くみあいマーケット」がオープン。
- 1984年（昭和59年）2月 - 信用事業第2次オンラインスタート。
- 1985年（昭和60年）9月 - 農協貯金が全国ネットサービスへ。
- 1986年（昭和61年）6月3日 - 営農センターが営業開始。
- 1986年（昭和61年）6月23日 - 拾石支店の新設。
- 1987年（昭和62年）10月 - 蒲郡給油所の新築。
- 1988年（昭和63年）12月4日 - 塩津支店の新設。
- 1989年（平成元年）2月15日 - 「のうきょうだより」が全国農協機関紙コンクールで優秀賞を受賞。
- 1991年（平成3年）2月 - サンデーバンキングの開始。
- 1991年（平成3年）9月14日 - 西部生活総合センター、「エーコープかたはら」の新設。
- 1991年（平成3年）12月 - 大塚給油所の新築。
- 1992年（平成4年）3月 - 貯金残高1,000億円突破
- 1992年（平成4年）4月1日 - 愛称が「蒲郡市農協」から「JA蒲郡市」になる。
- 1993年（平成5年）2月 - 農機サービスセンターの新築。
- 1993年（平成5年）3月 - 中部支店の新設（OTM導入1号店）。
- 1993年（平成5年）4月1日 - 三谷町農協と合併、10支店体制になる。
- 1993年（平成5年）4月 - 「大相撲蒲郡場所」を開催。
- 1993年（平成5年）11月 - 平田給油所の新設。
- 1994年（平成6年）4月1日 - 蒲郡柑橘農協と合併。
- 1995年（平成7年）11月1日 - 大塚支店・営農事業所の新築。
- 1996年（平成8年）9月 - 資産管理事業の開始。
- 1997年（平成9年）10月 - 豊岡地区、大塚・相楽地区の中継集荷場竣工。
- 1998年（平成10年）4月30日 - 総合集出荷場の竣工。
- 1999年（平成11年）3月 - アンサーサービスの開始（電話などによる残高照会・振込等のサービス）。
- 1999年（平成11年）4月2日 - 「グリーンセンター蒲郡」の新設。
- 1999年（平成11年）7月 - 葬祭事業の開始。
- 2000年（平成12年）4月 - 介護事業の開始。
- 2000年（平成12年）7月 - 営農センターの新築。
- 2000年（平成12年）8月 - 資産管理センター・葬祭センター新設。
- 2000年（平成12年）11月 - 蒲郡市宮成町に本店移転。
- 2000年（平成12年）12月 - 貯金残高1,500億円突破。
- 2001年（平成13年）2月 - 生活センター新設。
- 2001年（平成13年）4月 - 西部営農事業所移転新築。
- 2001年（平成13年）8月 - 営農配送センターの新設。
- 2005年（平成17年）1月 - 信用事業JASTEMシステムへ移行。
- 2005年（平成17年）3月 - 「やすらぎホール蒲郡」オープン。
- 2006年（平成18年）6月 - 平田給油所セルフ化改造。
- 2007年（平成19年）2月 - 中部・蒲郡支店統合オープン。
- 2007年（平成19年）12月 - Jセルフ形原SSオープン。
- 2008年（平成20年）6月10日 - JA蒲郡市・蒲郡市・サークルKサンクスの共同企画により、蒲郡みかんを使ったパンをサークルKおよびサンクスで3週間の期間限定発売。
- 2008年（平成20年）10月1日 - JA蒲郡市管内のガソリンスタンドが石油元売系列からJA-SSに変更。
- 2009年（平成21年）2月16日 - 形原支店と金平支店を統合。
- 2009年（平成21年）3月 - Jセルフ塩津SSオープン。
- 2009年（平成21年）10月 - Jセルフ大塚SSオープン。
- 2010年（平成22年）3月 - 蒲郡柑橘組合が日本農業賞の大賞を受賞。
- 2011年（平成23年）2月 - 「デイサービスセンター蒲郡」オープン。
- 2011年（平成23年）8月 - 貯金残高2,000億円突破。
- 2012年（平成24年）3月 - Jセルフ平田SSオープン。（カーケア型への改装）

## 管轄地域
- 蒲郡市全域
- 豊川市（旧宝飯郡御津町）の一部

## 事業内容
- 販売事業
- 指導事業
  - 営農指導事業
  - 生活指導事業
- 購買事業
  - 営農購買
  - グリーン購買
  - 店舗・生活購買
  - 燃料購買

- 信用事業
- 共済事業
- 葬祭事業
- 資産管理事業
- 介護事業

## 店舗
- 支店 
  - 西浦支店
  - 形原支店
  - 拾石支店
  - 塩津支店
  - 中部支店
  - 東部支店
  - 三谷支店
  - 大塚支店
- 営農事業所
  - 総合集出荷場（販売部）
  - 営農指導課
  - 営農センター
  - 本店営農事業所
  - 西部営農事業所
  - 大塚営農事業所

- 販売店舗
  - グリーンセンター蒲郡店
  - エーコープ形原店
  - マーケット塩津店
  - 大塚SS内ショップ
- ガソリンスタンド
  - Jセルフ形原SS
  - Jセルフ塩津SS
  - Jセルフ平田SS

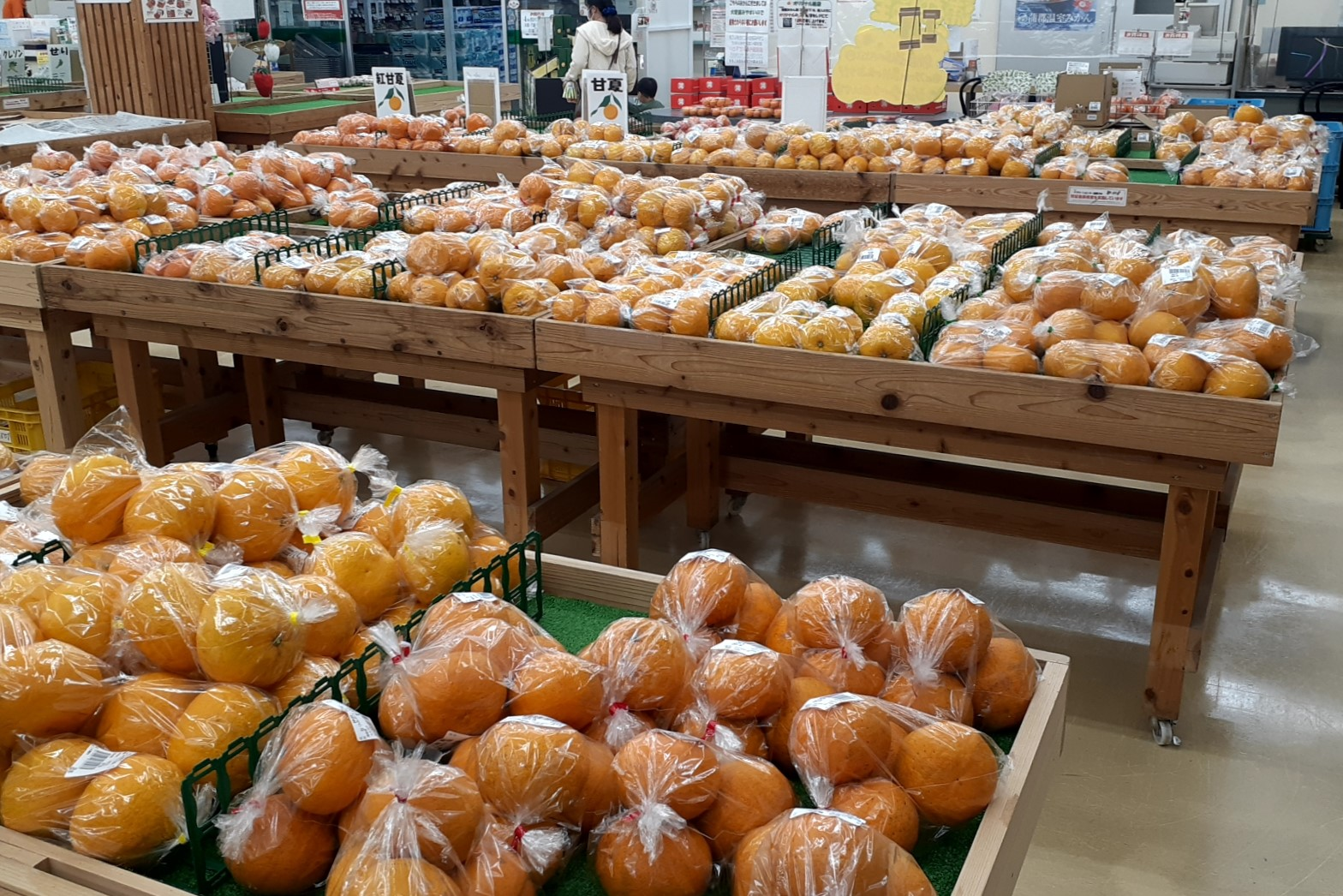
グリーンセンター蒲郡店

  - Jセルフ大塚SS - 食料品の販売を実施
- 葬儀場
  - やすらぎホール 形原
  - やすらぎホール 蒲郡

## 主な取り扱い品目
- みかん

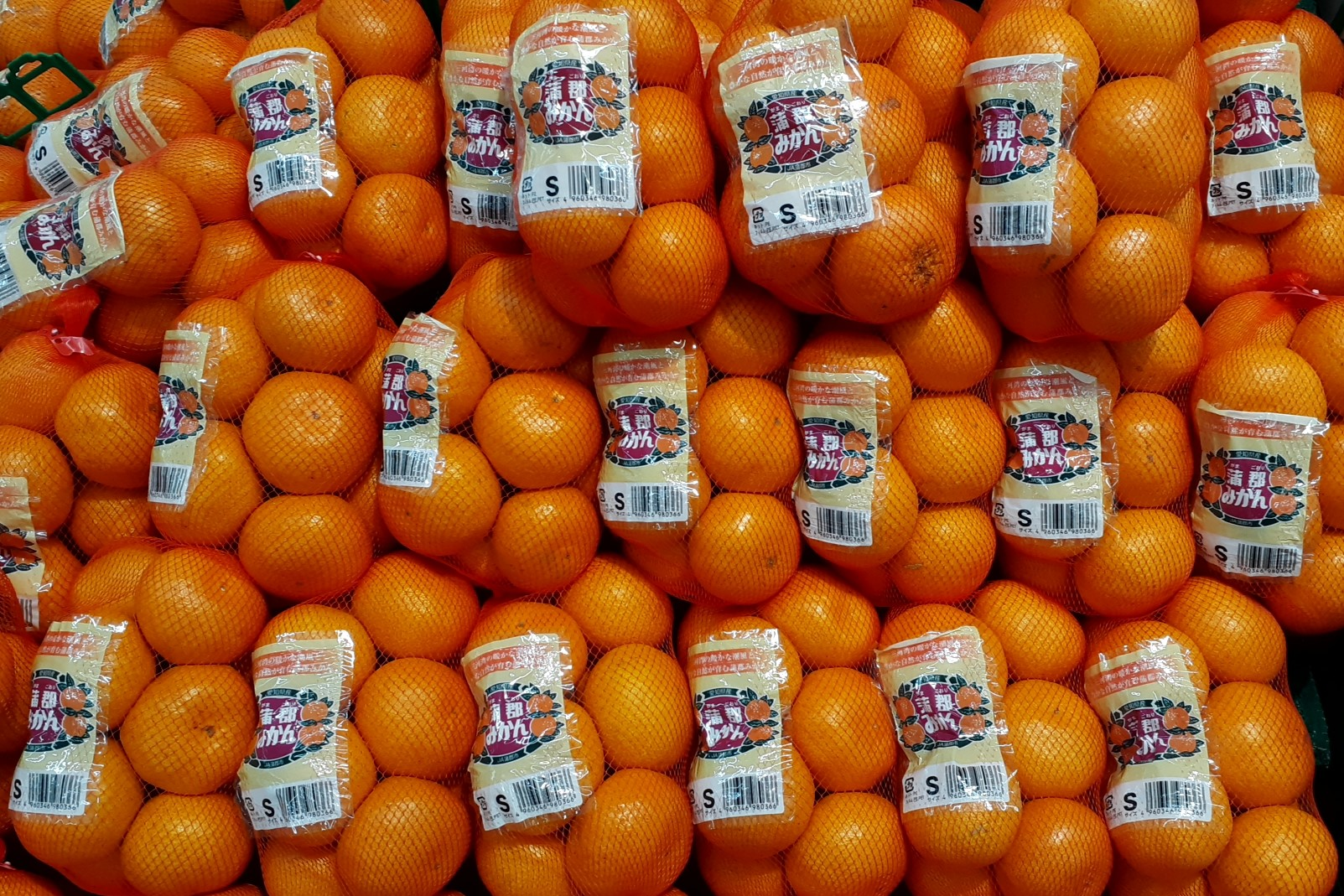
スーパーマーケットで販売される蒲郡みかん

  - 蒲郡みかん - 販売されるウンシュウミカンの総称。地域団体商標（地域ブランド）に登録。
  - 蒲郡温室みかん - ハウスミカン。1975年（昭和50年）頃から栽培が本格化。
  - 箱入娘 - 糖度12度以上の早生みかんの高級ブランド。1989年（平成元年）に登場。
  - はるみ - ポンカンと清見をかけあわせて生まれた品種。デコポンの姉妹品種。
- いちご
  - 品種は「章姫」や「ゆめのか」。
- キウイフルーツ
- 水耕ねぎ
- 輪菊

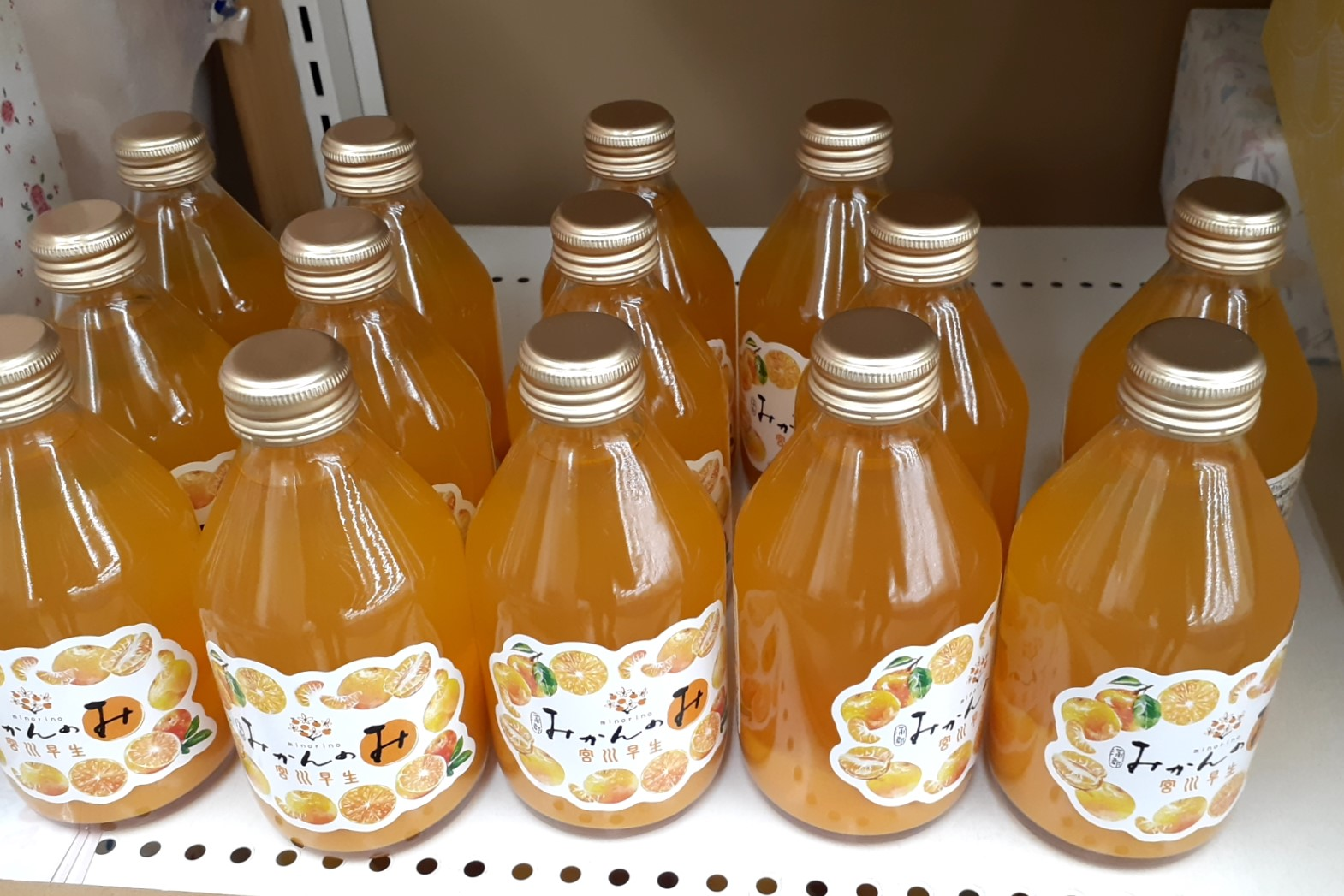
蒲郡みかんのジュース
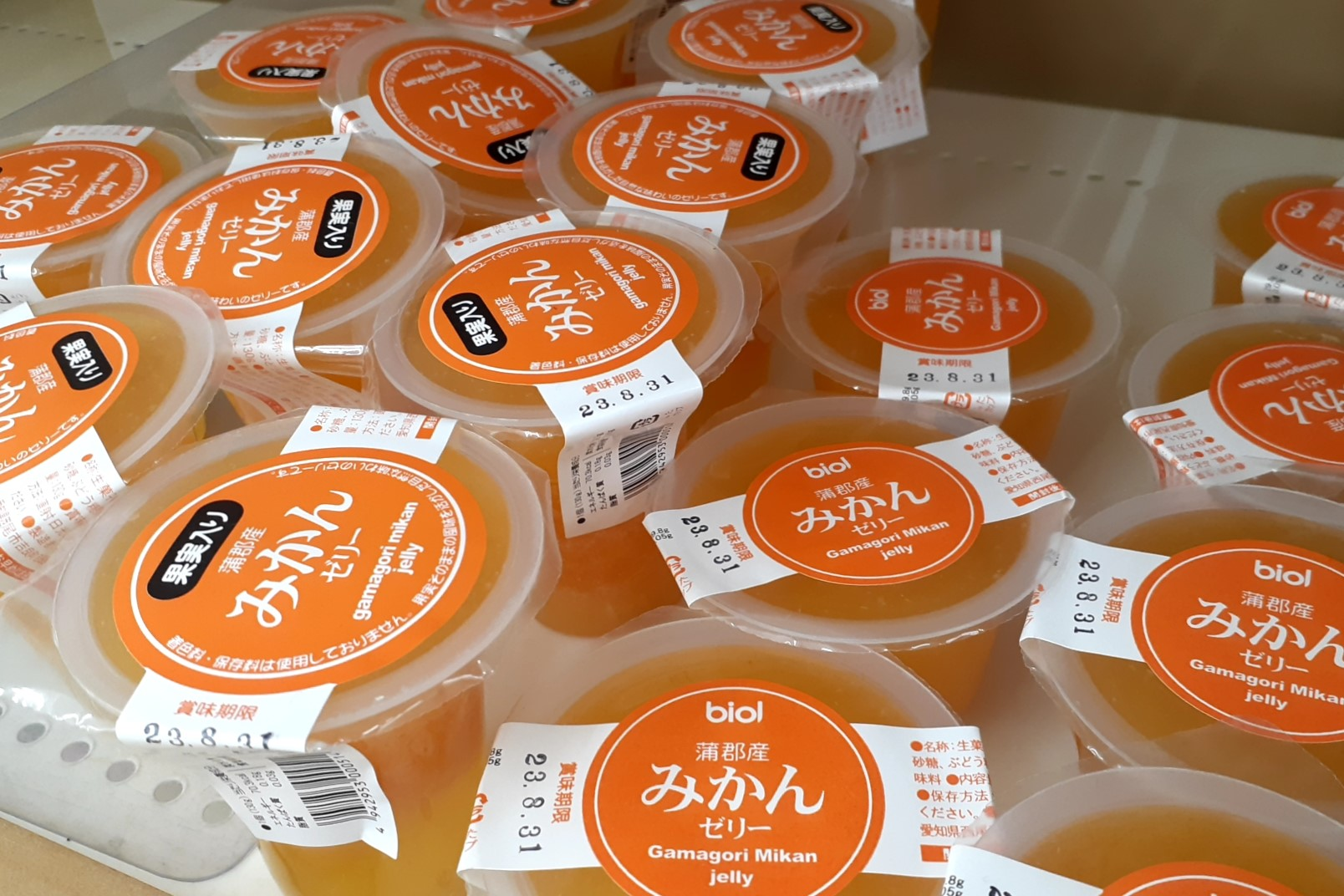
蒲郡みかんのゼリー
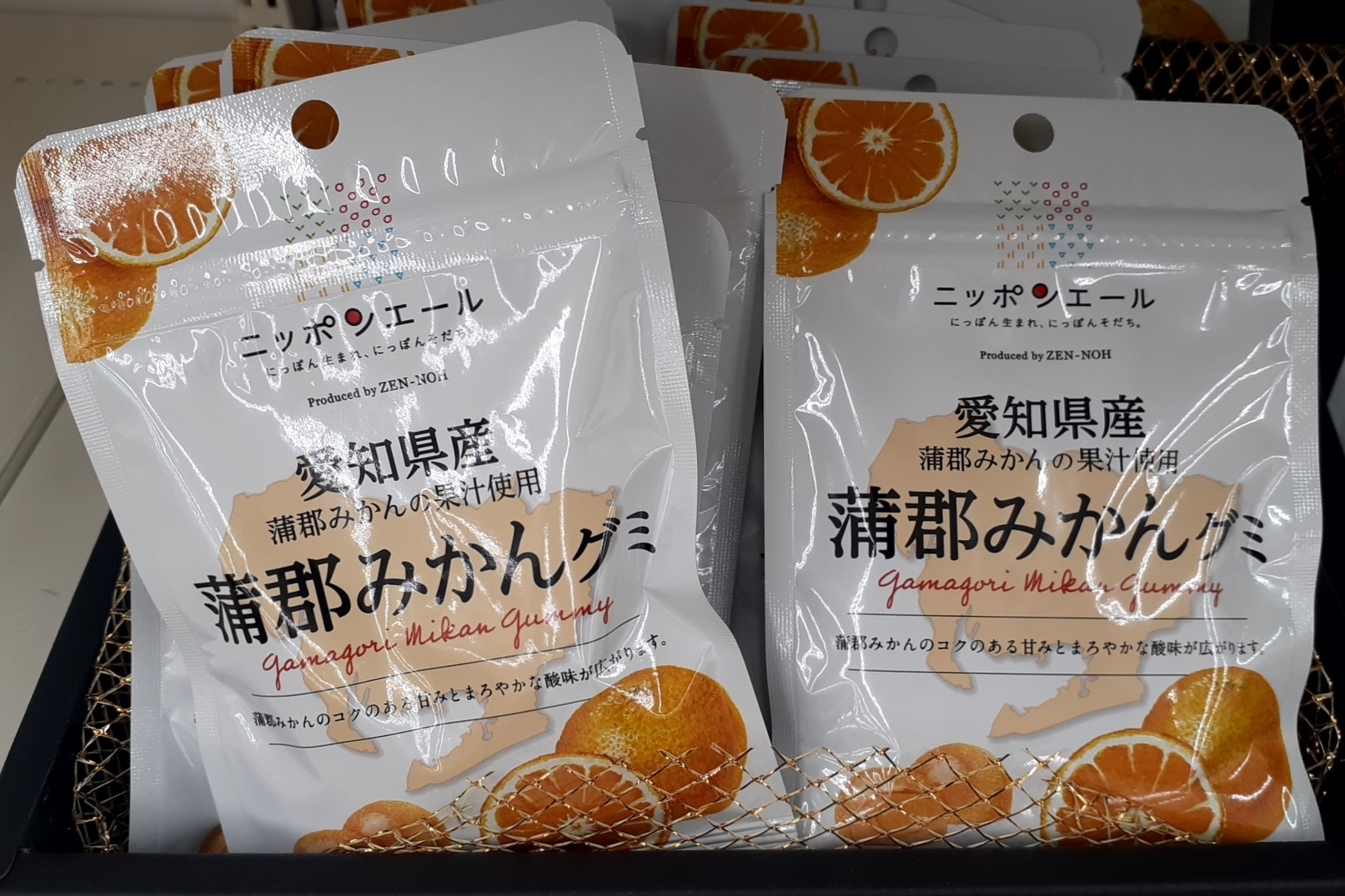
蒲郡みかんのグミ
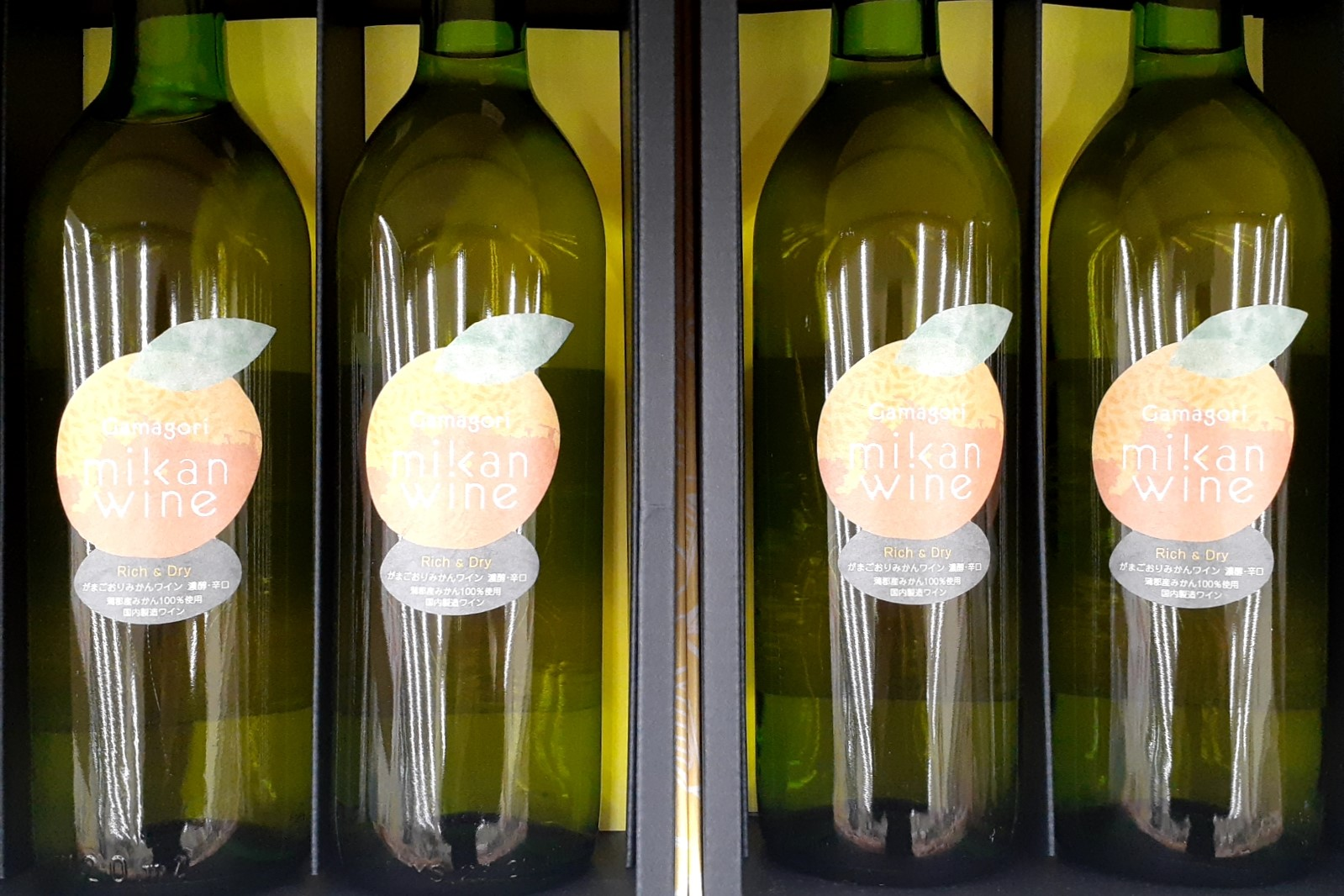
「がまごおりみかんワイン」
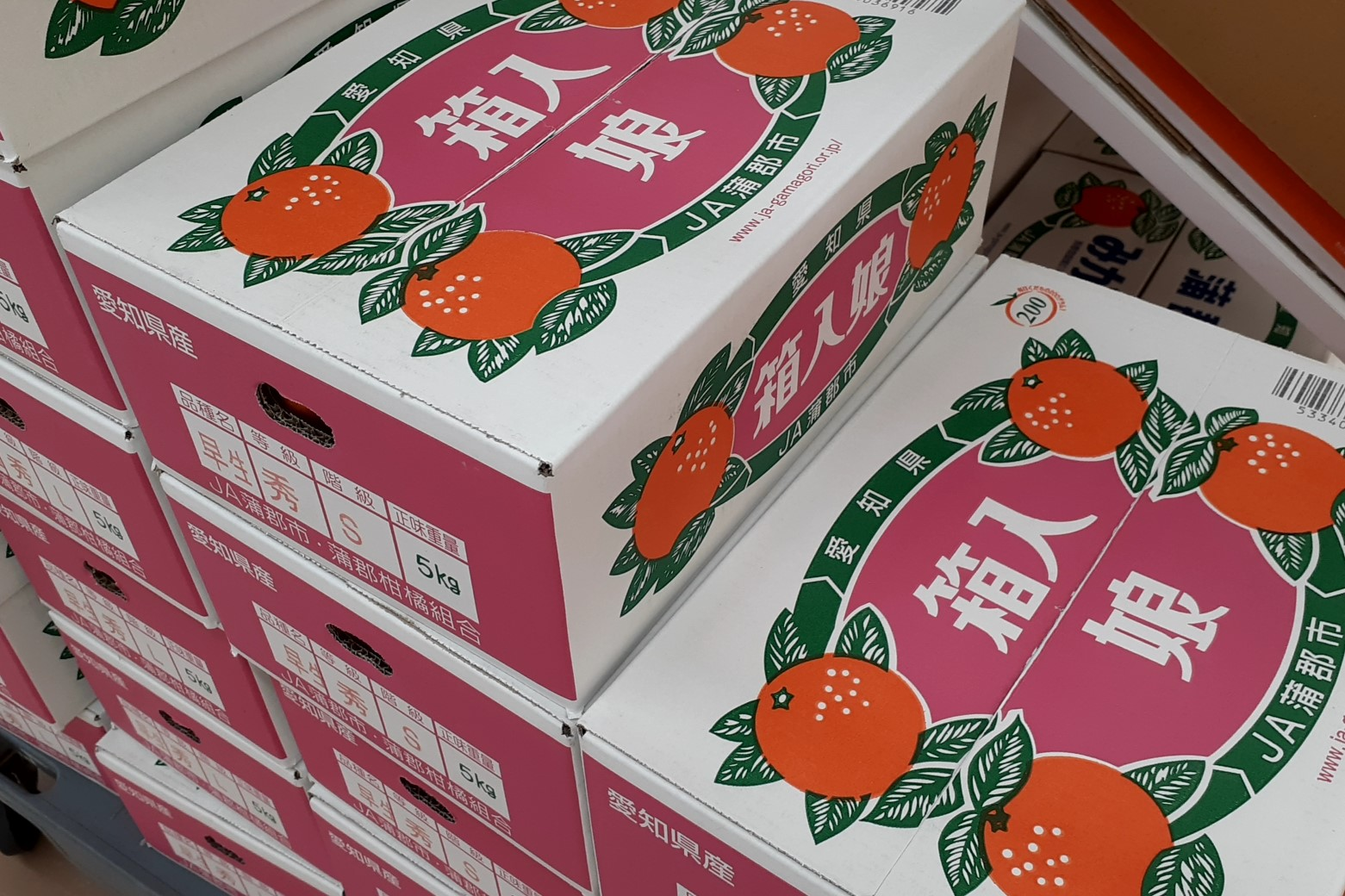
みかん「箱入娘」
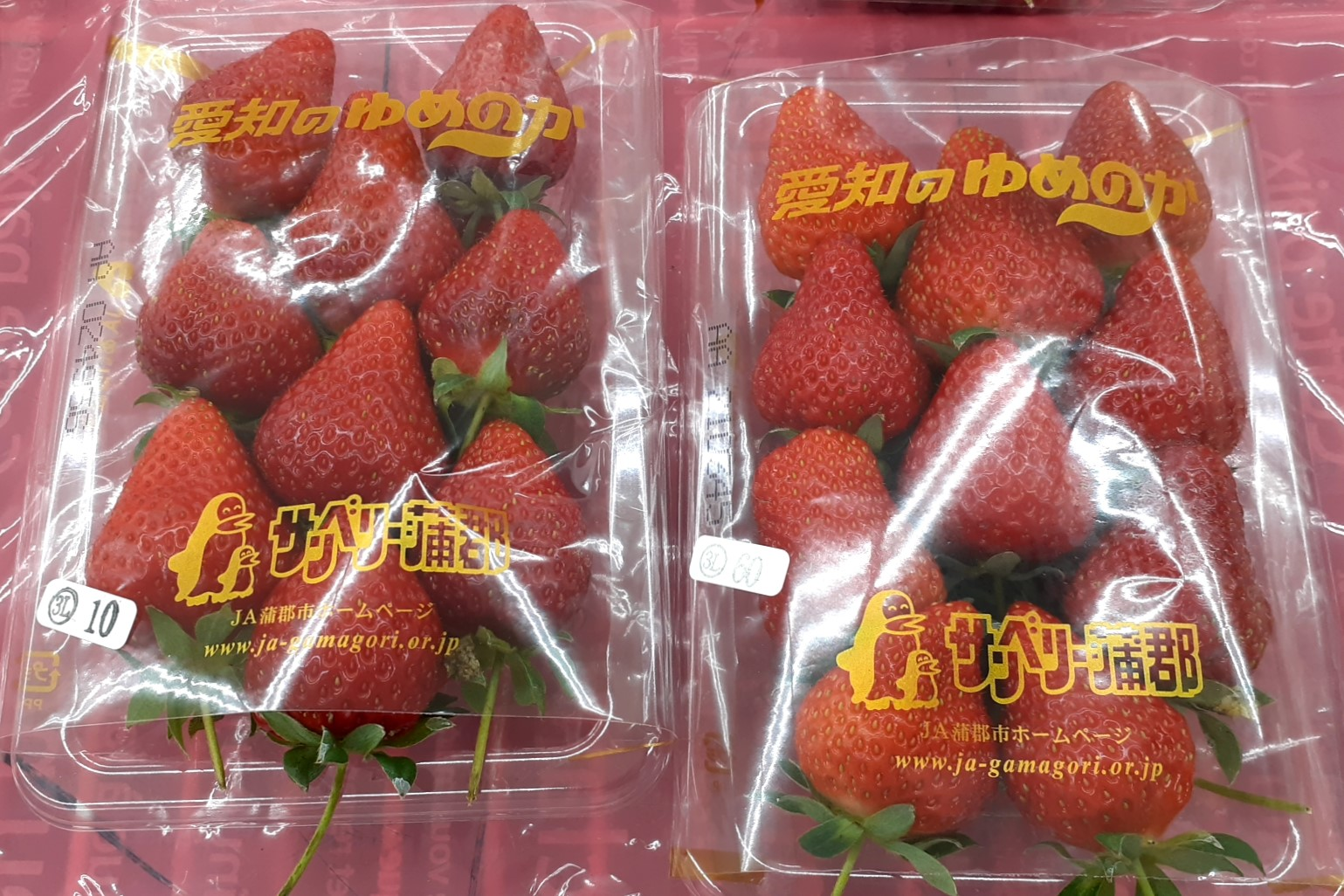
いちご「サンベリー蒲郡」